# Ortyxelos meiffrenii
La quaglia-piviere, quaglia tridattila lodolina o quaglia tridattila alibianche (Ortyxelos meiffrenii (Vieillot, 1819)) è un uccello caradriiforme della famiglia dei Turnicidi, unico rappresentante del genere Ortyxelos assieme alla specie fossile Ortyxelos janossyi.

## Distribuzione e habitat
Questo uccello vive in Benin, Burkina Faso, Camerun, Ciad, Etiopia, Ghana, Kenya, Mali, Mauritania, Niger, Nigeria, Senegal, Sudan e Uganda. È di passo in Costa d'Avorio, Togo e Tanzania.